# Chiesa di San Domenico (Caltagirone)
La chiesa di San Domenico, altrimenti nota come chiesa di Maria Santissima del Rosario, insieme al convento dei frati predicatori costituisce un polo monumentale ubicato nel centro storico di Caltagirone.

## Storia

### Epoca spagnola
Il primo convento domenicano, sotto il titolo di Santa Rosalia, vicino alla primitiva chiesa di Sant'Antonio Abate (attuale chiesa di San Francesco di Paola), costruito fuori le mura e che risultava come ospizio nel 1507, fu definitivamente abbandonato nel 1558.
L'istituzione fu riaperta nel 1643 per fondazione del canonico Angelo la Mantia e del sacerdote Nunzio Gallenti in nuovi locali presso la chiesa di Santa Rosalia. Nel 1650 era vicariato con due sacerdoti ed un converso. Fu soppresso nel 1652 a seguito del decreto di Papa Innocenzo X.
La chiesa di Santa Rosalia, detta anche del Rosario o di San Domenico, fu distrutta dal terremoto del Val di Noto del 1693.

### Epoca contemporanea
La struttura attuale è stata ricostruita negli anni 1801 - 1808 su progetto di Carlo Maria Longobardi Savalza, marchese di Schifaldi, con il contributo del Comune e dei fedeli.
Il tempio è ubicato lungo via don Luigi Sturzo, la strada di San Giorgio, antica arteria urbana che collega la chiesa omonima con il cuore del centro storico dove si affaccia il Palazzo comunale. Davanti alla chiesa di San Domenico la strada si allarga (Largo San Domenico) per formare una piazza rettangolare e raccordarsi tramite un piano inclinato con la prospiciente chiesa del Santissimo Salvatore.
Nel 1867 fu incamerata dal demanio per essere ceduta al vescovo Saverio Gerbino della diocesi di Caltagirone nel 1888.
La chiesa, per alcuni anni chiusa al culto perché pericolante e poi restaurata, nel 1982 fu assegnata dal vescovo Carmelo Canzonieri all'Associazione Amici della Musica che l'ha trasformata in auditorium.

## Esterno
Prospetto barocco, di forma concava in pietra intagliata, ornato di artistico portale con timpano di coronamento delimitato da due piccoli campanili gemelli con quattro campane.
La facciata è costituita da due ordini sovrapposti con prospettiva lievemente concava, il piano di calpestio sopraelevato è raccordato alla sede stradale con due rampe di scale con sviluppo isoscele, protette da cancellate e ringhiere in ferro battuto.
Il primo ordine ospitante il portale sormontato da timpano triangolare, è ripartito da colonne ioniche sormontate da capitelli corinzi, l'unico varco d'accesso frontale è delimitato da nicchie e riquadri mistilinei festoni fitomorfi decorano la parete.
L'ordine architettonico soprastante è raccordato da una imponente trabeazione che riprende la decorazione con festoni in pietra bianca, e da piccole volute con puntale. Al centro la grande finestra - loggia con balaustra. La facciata è terminata da un frontone triangolare con stemma domenicano (cane con fiaccola in bocca e stella con otto punte), e da due campanili simmetrici costruiti nel 1838 su disegno dell'architetto Michele Fragapane.

## Interno
L'impianto ad unica navata, presenta una volta affrescata nel 1800 dal pittore locale Isidoro Boscari, dipinto raffigurante San Domenico al cospetto della Trinità e della Vergine Maria, pavimento marmoreo del 1963, cappelle laterali con altari di marmo policromo.
Pregevole pavimento in maiolica del settecento.

### Presbiterio
L'abside, priva di altare con stemma dell'ordine domenicano, è decorata delle tele ad olio raffiguranti San Domenico e Santa Rosalia, anch'esse opere di ignoti autori d'epoca.

## Opere
- ?, San Tommaso d'Aquino, olio su tela.
- ?, San Martino da Porres, olio su tela.
- 1858, Miracolo di San Giacinto, olio su tela, opera dei "Fratelli Vaccaro" (Francesco e Giuseppe Vaccaro).
- ?, Crocifisso ligneo.
- ?, San Domenico con Santa Caterina da Siena, olio su tela di ignoto autore d'epoca.
- 1539 - 1541, Madonna con bambino, statua marmorea, opera commissionata ad Antonino Gagini dalla Confraternita di Santa Maria del Rosario per la Cappella di San Giorgio della chiesa di San Giorgio di Caltagirone. La presenza di venature nel marmo imposero una nuova realizzazione. Per accordi si perviene alla consegna di una Madonna del Rosario per la chiesa del primitivo convento.[1]

## Convento domenicano
Con l'emanazione delle leggi eversive il convento fu confiscato per essere inizialmente destinato a struttura militare.